# Zygmunt Kozłowski
Zygmunt Filip Jakub Walenty Bolesta-Kozłowski z Kozłowa herbu Jastrzębiec (ur. 1 maja 1831 w Malawie, zm. 9 października 1893 we Lwowie) – polski ziemianin, działacz gospodarczy i przedsiębiorca, polityk galicyjski, poseł do Rady Państwa i Sejmu Krajowego.

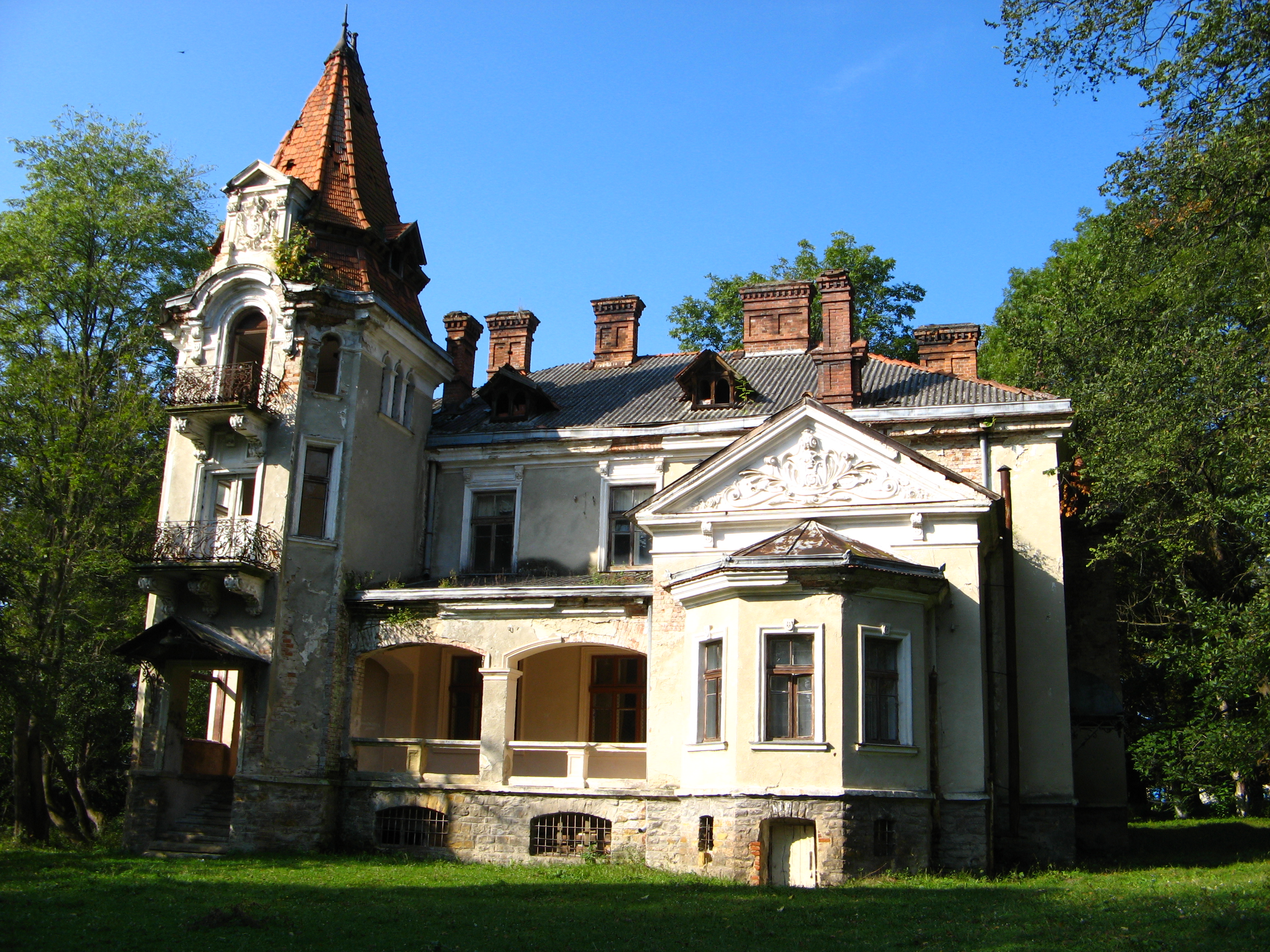
Pałac w byłych Zabłotcach

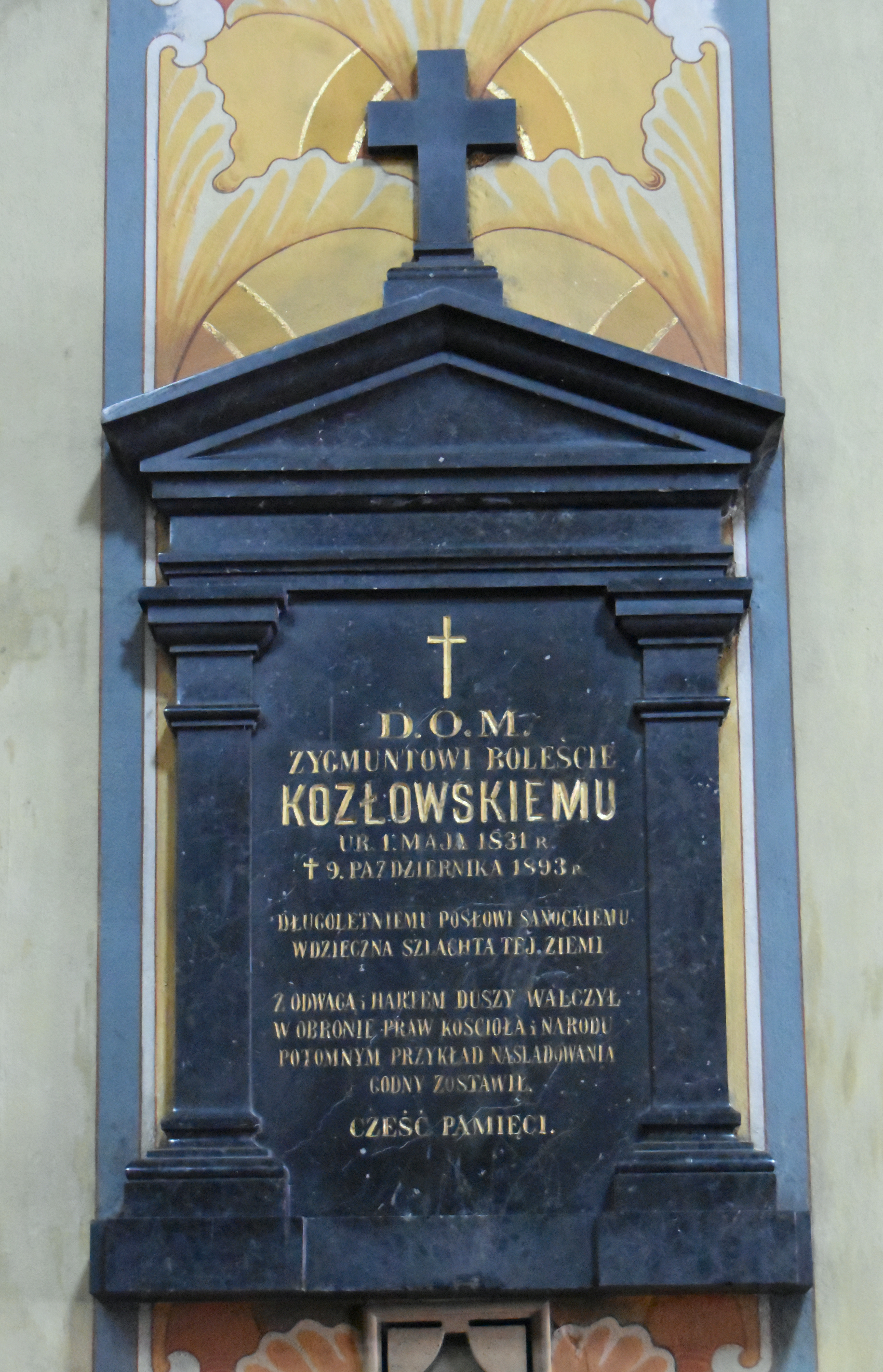
Epitafium Zygmunta Bolesty Kozłowskiego w sanockim kościele farnym

## Życiorys
Zygmunt Filip Jakub Walenty Bolesta-Kozłowski urodził się 1 maja 1831 w Malawie. Był wnukiem Antoniego Kozłowskiego (1729–1801, wojskowy, ziemianin) oraz synem Anastazego Kozłowskiego (1778-1856, wojskowy, członek Stanów Galicyjskich, właściciel dóbr) i jego drugiej żony, Róży z domu Kraińskiej herbu Jelita (zm. 1876). Jego rodzeństwem byli: Bronisława (ur. 1825, żona barona Seweryna Doliniańskiego), Włodzimierz (oficer wojsk austriackich do 1846, w 1848 walczył na Węgrzech, osiadł w Turcji, gdzie zmarł w 1858). Jego przyrodnim rodzeństwem byli: Tyrsys (dziedzic Jureczkowej, oficer powstania listopadowego w 1831, zesłaniec, zm. 1860 w Malawie jako kawaler), Brunon (oficer powstania listopadowego w 1831, zm. 1847 w Przemyślu jako kawaler) i Amelia (zm. 1850, dziedziczka Jureczkowej, żona Mikołaja Korwina – powstańca listopadowego, kapitana wojsk polskich). Jego wujem był Maurycy Kraiński, a ciotecznym bratem Seweryn Smarzewski.
Kształcił się w konwikcie oo. jezuitów we Lwowie, po czym studiował filozofię na Uniwersytecie Jagiellońskim i prawo na Uniwersytecie Wiedeńskim. U kresu życia ojca został dziedzicem i administratorem majątków rodzinnym we wsiach: Leszczawka (od około 1856), Malawa (od około 1857), Rożubowice (od około 1857), Stanisławczyk (od około 1857), Zabłotce, Cieszyna, Szufnarowa.
Od lat 50. był czynnym członkiem Galicyjskiego Towarzystwa Gospodarskiego. Na podstawie jego projektów dokonano w latach 1856-1861 decentralizacji tej organizacji, tworząc oddziały terenowe. Następnie był członkiem oddziałów GTG: przemysko-mościsko-jaworowskiego (od końca lat 60.), przemysko-mościsko-jaworowsko-bireckiego (od połowy lat 70.), jarosławskiego (od około 1881), jarosławsko-łańcuckiego (od około 1888). Był jednym z pierwszych członków Towarzystwa Rolniczego od 1856. Był wśród założycieli Towarzystwa Wzajemnych Ubezpieczeń. Należał też do Galicyjskiego Towarzystwa Kredytowego Ziemskiego, a na przełomie lat 60./70. był delegatem do ogólnego zgromadzenia tegoż.
Po wybuchu powstania styczniowego w 1863 został skierowany przez komitet wschodnio-galicyjski na Węgry celem omówienia dostaw stamtąd broni do Galicji, gdzie miała być zorganizowana pomoc walczącym. Do wsparcia od Węgrów nie doszło, natomiast na rzecz powstania działała także żona Kozłowskiego, która wskutek tego ucierpiała na zdrowiu i zmarła.
Zaangażował się w działalność polityczną. Jego mentorami byli wuj Maurycy Kraiński oraz Leon Sapieha. Uchodził za polityka konserwatywnego. Był posłem do Sejmu Krajowego we Lwowie kadencji I (trwająca w latach 1861-1867, w jej trakcie w 1865 został wybrany w wyborach uzupełniających w miejsce Adama Stanisława Sapiehę w I kurii z większych posiadłości w obwodzie przemyskim), II (1867–1869, w I kurii z większych posiadłości w obwodzie sanockim), V (w kadencji w latach 1882–1889 w I kurii z większych posiadłości w obwodzie sanockim pierwotnie wybrany był Teofil Żurowski, który złożył mandat 6 października 1883, ponieważ został wybrany w Lisku; na jego miejsce obrano Zygmunta Kozłowskiego, który złożył mandat 16 października 1884, jednak został powtórnie wybrany 29 października 1885 i pełnił mandat do 1889), VI (1889-1893, w I kurii z większych posiadłościw obwodzie sanockim; po jego śmierci został wybrany 20 grudnia 1893 Jan Duklan Słonecki). Równolegle był także wybierany posłem do Rady Państwa w Wiedniu z I kurii właścicieli ziemskich (okręg Przemyśl), zasiadając w kadencjach I (1865, wtedy deputowanych wyznaczał Sejm Krajowy), II (1867-1870, wybrany z grupy większych posiadłości w okręgu sanockim), V (1873-1879, z I kurii większych posiadłości ziemskich, okręg Przemyśl-Jarosław) i VI (1879-1885, z I kurii większych posiadłości ziemskich, okręg Przemyśl-Jarosław). W parlamencie wiedeńskim należał do Koła Polskiego. Był członkiem centralnej komisji dla kontroli długów państwowych. W 1879 zostały wydane jego publikacje Sprawozdanie Zygmunta Kozłowskiego z czynności poselskich w Kole Polskiem i w Radzie Państwa w Wiedniu oraz rozprawy zgromadzenia wyborców większych posiadłości okręgu przemysko-jarosławskiego z dnia 3 marca 1879 r. oraz List otwarty do wyborców okręgu Przemysko-Jarosławskiego. Ponadto, około 1867-1870 był członkiem Rady powiatu przemyskiego, wybrany z grupy większych posiadłości (reprezentując Rożubowice).
W 1868 wspólnie z Adamem Potockim otrzymał koncesję na budowę linii kolejowej galicyjsko-węgierskiej. We władzach C. K. Uprzywilejowanej I Węgiersko-Galicyjskiej Kolei Żelaznej był członkiem rady zawiadowczej (od około 1872 do około 1876), członkiem rady nadzorczej i członkiem wydziału dyrekcji (od około 1876 do około 1880), wiceprezydentem rady zawiadowczej i członkiem wydziału dyrekcji (od 1880 do 1893, w tym przy drugiej z tych funkcji od około 1882 do około 1885 tym także kierownikiem sprawozdań wydziału). Zasiadając w jej radzie zawiadowczej (złożonej głównie z Niemców i Węgrów) postawił warunek, aby zatrudnieni na odcinku galicyjskim pochodzili wyłącznie jego rodacy zamieszkujący na tym obszarze (do tego czasu funkcjonariuszami kolei byli tam pracownicy z niemieckich i czeskich prowincji monarchii austriackiej).
22 września 1857 poślubił w Krzywczy hr. Gabrielę Sewerynę Aleksandrę Starzeńską herbu Lis (1839-1864, córka oficera wojsk polskich hr. Adama z Krzywczy i Gdyczyny oraz hr. Celiny z Badenich herbu Bończa). Ich jedynym potomkiem był Włodzimierz (1858-1917, doktor praw, także poseł do Sejmu Galicyjskiego i do Rady Państwa, właściciel Zabłociec). Po śmierci żony Zygmunt Kozłowski przez niespełna 30 lat żył we wdowieństwie. Do końca życia zamieszkiwał w domu przy ulicy Brajerowskiej 14 we Lwowie. Zmarł 9 października 1893 we Lwowie, dwa tygodnie po ataku apopleksji. Po obrzędach we lwowskim kościele św. Anny został pochowany w Zabłotcach pod Niżankowicami 14 października 1893. Tam spoczął w podziemiach nowo wybudowanej przez siebie rodzinnej kaplicy grobowej, wzniesionej za dworem na pagórku n. W zorganizowanym w tym mieście pogrzebie brało udział kilkuset uczestników, w tym hr. Kazimierz Badeni, ks. Adam Sapieha, posłowie, właściciele dóbr, przedstawiciele sfer mieszczańskich i urzędniczych oraz ludność wiejska, zaś nabożeństwo żałobne odprawił biskup sufragan Jakub Glazer.
We wspomnieniu w „Gazecie Lwowskiej” został określony mianem jednego z wybitnych postaci życia parlamentarnego i politycznego. Jako założyciel kolei węgiersko-galicyjskiej był uważany za osobę zasłużoną dla ziemi sanockiej i przemyskiej. W kościele Przemienienia Pańskiego w Sanoku umieszczono epitafium poświęcone Zygmuntowi Boleście Kozłowskiemu. Zostało ufundowane przez szlachtę Ziemi Sanockiej; inskrypcja brzmi: D.O.M. Zygmuntowi Boleście Kozłowskiemu ur. 1 maja 1831 r. † 9 października 1893 r. Długoletniemu posłowi sanockiemu wdzięczna szlachta tej ziemi. Z odwagą i hartem duszy walczył w obronie praw kościoła i narodu, potomnym przykład naśladowania godny zostawił. Cześć pamięci.
Obecnie kaplica grobowa Kozłowskich jest położona na obszarze wsi Malhowice, po polskiej stronie granicy z Ukrainą. Obiekt został zniszczony u kresu II wojny światowej łącznie z umieszczonymi w niej sarkofagami i trumnami.